# Trader Horn
Trader Horn es una película de aventuras estadounidense estrenada en 1931 y dirigida por W.S. Van Dyke. Fue protagonizada por Harry Carey y Edwina Booth. Es la primera película no documental que se rodó con localizaciones en África. Basada en el libro homónimo del comerciante y aventurero Alfred Aloysius Horn, cuenta las aventuras de un safari en África.
El diálogo de la película fue escrito por Cyril Hume. John Thomas Neville y Dale Van Every escribieron la adaptación. La película fue nominada para el Premio Oscar a la Mejor Película. Edwina Booth, la protagonista femenina, contrajo una enfermedad que terminó con su carrera mientras filmaba en África, por lo que más tarde demandó a Metro-Goldwyn-Mayer.

## Sinopsis
Un comerciante norteamericano y su joven socio emprenden la búsqueda de la hija de un misionero que ha desaparecido en la selva africana. Finalmente logran descubrir que vive como una diosa blanca en el poblado de una tribu, pero los planes de rescate se complican cuando ambos hombres se enamoran de ella.

## Reparto
- Harry Carey como Aloysius 'Trader' Horn.
- Edwina Booth como Nina Trent.
- Duncan Renaldo como Perú.
- Mutia Omoolu como Rencharo.
- Olive Golden como Edith Trent.
- Bob Kortman (escenas eliminadas).
- Marjorie Rambeau Edith Trent (escenas eliminadas).
- C. Aubrey Smith como St. Clair (no acreditada).
- Riano Tindama como el doctor (no acreditado).

## Lanzamiento
La película recaudó $ 1,642,000 en alquileres en los Estados Unidos y Canadá y $ 1,953,000 en el extranjero por un total de $ 3,595,000. Las reemisiones posteriores agregaron $ 596,000 adicionales, lo que eleva el total de su alquiler mundial a $ 4,191,000 y una ganancia de $ 1.3 millones.